# ジャンセニスム
ジャンセニスム（Jansénisme）は、17世紀以降流行し、カトリック教会によって異端的とされたキリスト教思想。コルネリウス・ヤンセン（Cornelius Jansen, Jansenius）の名に由来するキリスト教思想である。
人間の意志の力を軽視し、腐敗した人間本性の罪深さを強調した。ネーデルラント出身の神学者コルネリウス・ヤンセン（1585年-1638年）の著作『アウグスティヌス』の影響によって、特にフランスの貴族階級の間で流行したが、その人間観をめぐって激しい論争をもたらした。

## 思想
ジャンセニスムはアウグスティヌスの人間理解が根底にあるが、人間の原罪の重大性と恩寵の必要性を過度に強調し、予定説からの強い影響を受けていた。さらにジャンセニスムはジャン・カルヴァン思想の影響を受けて、救われることが予定付けられている人間は本当に少ないと説いた。
ジャンセニスム思想によれば、人間は生まれつき罪に汚れており、恩寵の導きなしには善へ向かい得ない。このため罪の状態でイエスの体である聖体を受けることは恐れ多いことである。だから、聖体拝領に際しての準備と祈りはどんなに行っても十分すぎることはないとした。その結果、ジャンセニスムの影響を受けた信徒たちは聖体拝領の回数を著しく減らすことになった。

## 歴史
ジャンセニスムのルーツは16世紀のルーヴァンの神学者ミシェル・バイウス（英語: Michael Baius）（1513年生 - 1589年没）の唱えた教説にあるといわれる。バユスとも呼ばれたバイウスの説の特徴は神の恩寵の意味の絶対化と人間の非力さの強調であった。同地で活躍していたイエズス会員たちはそこにジャン・カルヴァンの影響を感じ取り、すぐに反論した。
その後、同じくネーデルランド出身の神学者で、イプルの司教コルネリウス・ヤンセンが生涯の研究の成果として完成させた著作『アウグスティヌス-人間の本性の健全さについて』（Augustinus;humanae naturae sanitate）が、彼の死後の1640年に遺作として発表された。ヤンセンはバイウスの説に影響を受けており、同書ではアウグスティヌスの恩寵論をもとに、バイウスと同じように人間の自由意志の無力さ、罪深さが強調されていた。ここにいわゆる「ジャンセニスム」がはっきりと姿を現した。

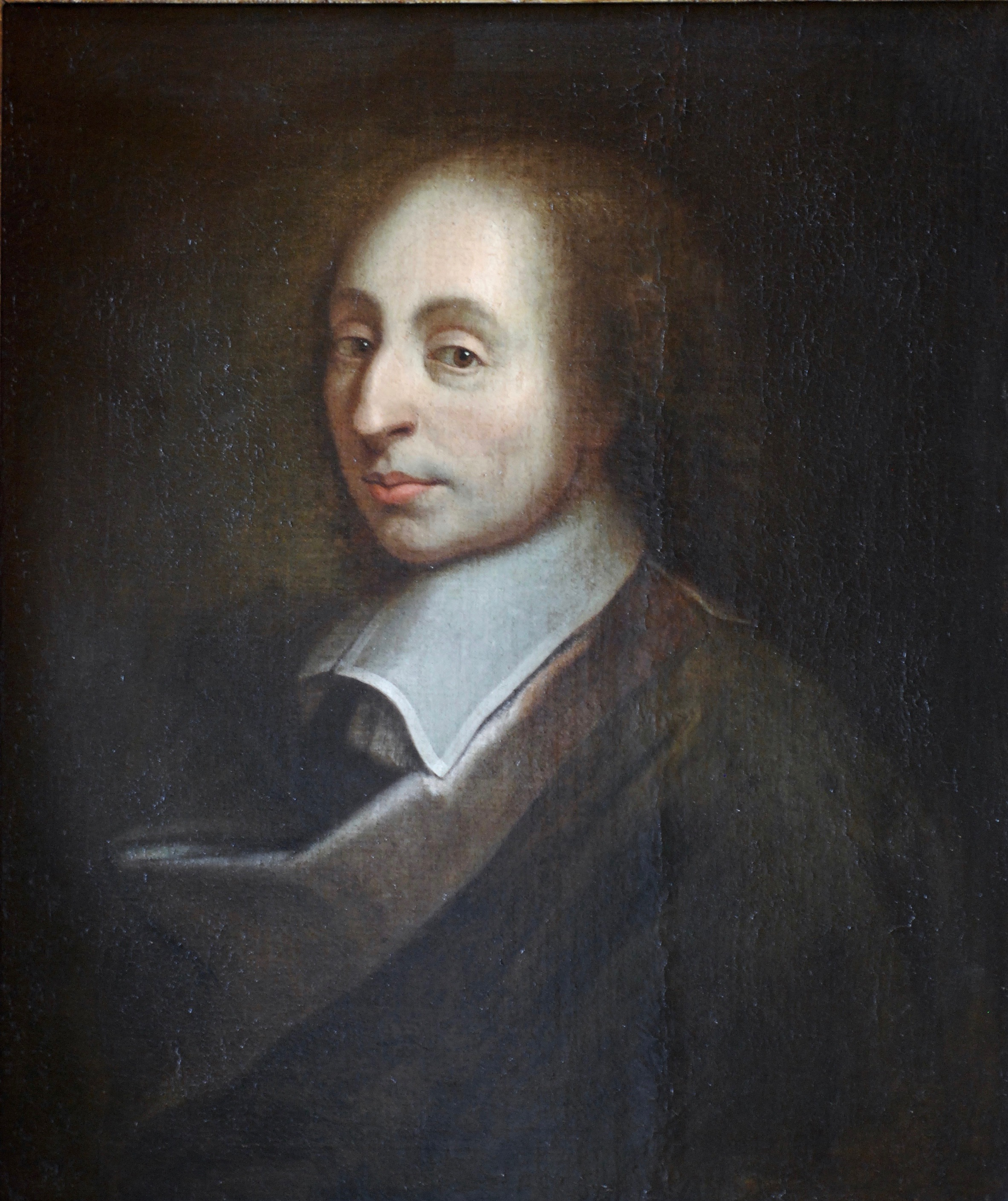
1646年にジャンセニスムに入信したブレーズ・パスカルは『パンセ』において「人間は考える葦である」と述べた。

ヤンセンの盟友であったジャン・デュ・ヴェルジエ・ド・オーランヌはフランス人のアントワーヌ・アルノーの知己を得て、同書を携えてパリへ赴き、そこで1641年に出版した。これがフランスの上流階級の間で反響を呼ぶ。デュヴェルジェは本名よりも「アベ・ド・サン・シラン」（サン・シラン修道院長、以下サン・シラン）という名前で知られるようになる。やがてサン・シランはアルノーの姉妹が暮らしていたパリ郊外の女子修道院ポール・ロワヤル修道院の霊的指導者となり、そこをジャンセニスムの拠点とするようになった。サン・シランはかねてよりイエズス会員の道徳教説が信徒の堕落を招いていると考えており、ジャンセニスムに名を借りたイエズス会攻撃を行った。これにイエズス会員たちが反論したため、以後、ジャンセニスム対イエズス会という図式が出来上がっていく。
当時のフランスでジャンセニスムに傾倒した著名人の中には、哲学者ブレーズ・パスカルや戯曲作家ジャン・ラシーヌもいた。パスカルがジャンセニスムに傾倒していたことは有名だが、彼はジャンセニスムへの批判に反論して1656年に『プロヴァンシアル』を執筆している。
ジャンセニスムはその行き過ぎた悲観的人間観、特に自由意志の問題をめぐって激しい論議になった。ローマ教皇庁では神学者たちがこれを慎重に検討した結果、『アウグスティヌス』に含まれる「五箇条の命題」を異端的であると判断したため、インノケンティウス10世の回勅『クム・オッカジオーネ（英語: Cum occasione）』（1653年）によりジャンセニスムが禁止になった。

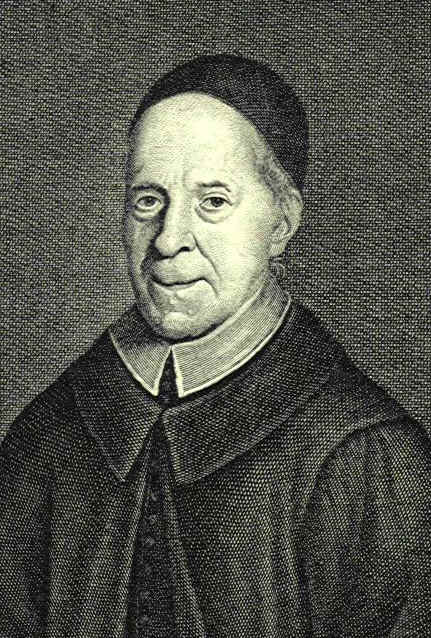
パスキエ・ケネル

18世紀に入るとジャンセニスムが新しい展開を見せる。元オラトリオ会員だったパスキエ・ケネルによってジャンセニスムに新しい息吹が吹き込まれることになる。ケネルはジャンセニスムをフランス教会の教皇の権威からの自由（ガリカニスム）と結びつけて展開したのである。ケネルがイエズス会員を「教皇の走狗」であると非難したことから、再びジャンセニスム対イエズス会という構図がつくられた。最終的に他のヨーロッパ諸国と同じようにイエズス会は禁止・追放の憂き目にあうことになる。
当時のフランス国王ルイ14世は政治的見地からジャンセニスムを弾圧し、その中心地となったポール・ロワヤル修道院を1710年に閉鎖させたが、国内的にジャンセニスムを弾圧する一方で、対外的にはジャンセニスムをローマ教皇との政争の具として利用もしている。
果てのない論争が繰り返された後で、最終的にクレメンス11世が回勅『ウニゲニトゥス』（1713年）でジャンセニスムを禁止し、論客パスキエ・ケネルの著作に含まれる命題を誤謬であるとした。ジャンセニスムの源流ともいうべきコルネリウス・ヤンセンに関しては、その著作『アウグスティヌス』こそ問題となったが、本人の死後に発行されたという事情も考慮され、ヤンセン自身が断罪されることはなかった。こうしてジャンセニスム論争そのものは18世紀には終焉するとともに、退潮の一途をたどることになった。しかし、オランダではジャンセニスムは寛容に扱われた。オランダの復古カトリック教会は、ジャンセニスム論争で1702年に代牧であったピエール・コッデが罷免されたことから教皇と対立しており、復古カトリック教会は「ユトレヒト教会」と呼ばれることも有った。
ジャンセニスムの精神は20世紀初頭に至るまで、フランスのみならず全ヨーロッパのカトリック信徒に影響を及ぼした。ジャンセニスムの影響を受けた信徒たちは聖体拝領の回数を著しく減らすことになったが、20世紀の初頭の教皇ピウス10世が回勅において、頻繁な聖体拝領と子供の早い時期での初聖体を奨めている。これは、教会から離れてしまっていた当時の状況に対応しようとする試みであった。

## 著名なジャンセニスムの論客
- パスキエ・ケネル
- アントワーヌ・アルノー
- アントワーヌ・ルメートル
- ロベール・アルノー・ダンディー
- ブレーズ・パスカル
- ピエール・ニコル

### 引用
1. ↑  五命題
第一條、神の命令の或るものは、正しい人が實行しようと欲しかつ努力しても不可能である。それを可能にする恩寵が彼らに缺けている。
第二條、人間性の堕落せる狀態では、内的恩寵は不可抗のものである。
第三條、堕落の狀態では、賞罰に値する行爲をするために、人間は「必然性からの自由」をもつ必要はなく、「強制からの自由」をもつだけで足りる。
第四條、半ペラギウス主義者たちは、一々の行爲に對し、また信仰の開始に對してさえ、先行する内的恩寵が必要であることを認める點で正しいが、彼らは、人間の意志がこの恩寵に抗することも従うこともできると主張する點で異端である。
第五條、キリストが、例外なくあらゆる人のために死し血を流した、というのは、半ペラギウス的異端である。
（野田又男著『パスカル』　岩波文庫 C21 112頁6行目〜13行目より引用）(野田 1992, p. 112)

1. ↑  久米a 1998, p. 704.
2. ↑  久米b 1998, p. 1610.
3. 1 2 3 4 5 6 7  西川 1994, p. 416.
4. ↑  塩川a 2007, pp. 764–765.
5. ↑  塩川 2018, p. 49.
6. 1 2 3 4 5 6  塩川a 2007, p. 765.
7. 1 2 3  Formulary & no date.
8. ↑  香川 & no date.
9. ↑  塩川b 2007, p. 527.
10. ↑  御園 2011, p. 41.
11. ↑  御園 2016, pp. 7–8.
12. ↑  御園 2011, p. 45.
13. ↑  御園 2011, p. 43.
14. ↑  百瀬 1998, p. 58.
15. ↑  Beuve 2000, p. 408.
16. ↑  キリスト教辞典b 2017, p. 840.
17. ↑  キリスト教辞典a 2017, p. 697.
18. ↑  久米 2001, p. 501.
19. 1 2  Benedictus 2010.